# SPEM1
SPEM1 (англ. Spermatid maturation 1) – білок, який кодується однойменним геном, розташованим у людей на 17-й хромосомі. Довжина поліпептидного ланцюга білка становить 309 амінокислот, а молекулярна маса — 34 773.
| 10         |  | 20         |  | 30         |  | 40         |  | 50         |
| ---------- |  | ---------- |  | ---------- |  | ---------- |  | ---------- |
| MAMVERPRPE |  | WASYHNCNSN |  | SCQDLGNSVL |  | LLLGLIICIN |  | ISINIVTLLW |
| SRFRGVLYQV |  | FHDTICEKEA |  | PKSSLLRKQT |  | QPPKKQSSPA |  | VHLRCTMDPV |
| MMTVSPPPAH |  | RHRRRGSPTR |  | CAHCPVAWAP |  | DTDDEKPHQY |  | PAICSYHWDV |
| PEDWEGFQHT |  | QGTWVPWSQD |  | APESPPQTIR |  | FQPTVEERPL |  | KTGIWSELGL |
| RAYVYPVNPP |  | PPSPEAPSHK |  | NGGEGAVPEA |  | EAAQYQPVPA |  | PTLGPAVIPE |
| FSRHRSSGRI |  | VYDARDMRRR |  | LRELTREVEA |  | LSGCYPLASG |  | SSTAEETSKN |
| WVYRSLTGR  |  |            |  |            |  |            |  |            |

A: Аланін

C: Цистеїн

D: Аспарагінова кислота

E: Глутамінова кислота

F: Фенілаланін

G: Гліцин

H: Гістидин

I: Ізолейцин

K: Лізин

L: Лейцин

M: Метіонін

N: Аспарагін

P: Пролін

Q: Глутамін

R: Аргінін

S: Серин

T: Треонін

V: Валін

W: Триптофан

Кодований геном білок за функцією належить до білків розвитку. 
Задіяний у таких біологічних процесах, як диференціація клітин, сперматогенез. 
Локалізований у цитоплазмі, мембрані.